# Каравайський Богдан Ігорович
Богда́н І́горович Карава́йський (1990—2014) — молодший сержант Збройних сил України, командир відділення 3 окремий полк спеціального призначення, учасник російсько-української війни. Нагороджений пам'ятним знаком «За заслуги перед містом Черкаси» (посмертно).
Загинув 15 липня внаслідок мінометного обстрілу, який вчинили проросійські терористи біля пункту пропуску Ізварине.

## Життєпис
Народився 2 грудня 1990 року у місті Черкаси. Закінчив Черкаську спеціалізовану школу № 18. Служив у Кіровоград — 3-й окремий полк спеціального призначення, проходив контрактну службу, потім пішов служити на кордон. Був снайпером-розвідником третього окремого полку спецпризначення.
«Богдан обрав військову справу, бо він любив справедливість. Почав навчатися у Національному університеті „Одеської юридичної академії“ на слідчого. Але полишив навчання після першого курсу і пішов на контрактну службу», — пояснює його мати, Тетяна Каравайська (Олексієнко)

### Обставини загибелі
Загинув 15 липня 2014 р. в результаті мінометного обстрілу поблизу с. Провалля, Свердловський район, Луганська область. Разом з Богданом загинули одразу ще 8 чоловік, і 1 загинув пізніше у лікарні. Серед них: підполковник Юрій Коваленко, старший сержант Микола Алєксєєв, та старші солдати Максим Бендеров, Станіслав Майсеєв, Дмитро Рябий, Максим Вербовий та І. Марков.
Тіло Богдана не було можливості забрати з оточення кілька днів. 21 липня його доправили до Черкас, але батьки не впізнали сина і наполягли на генетичній експертизі. Вона підтвердила, що загиблим дійсно є саме він.
Місце поховання: м. Черкаси, кладовище № 5.

## Нагороди та вшанування
- 14 серпня 2014 року — за особисту мужність і героїзм, виявлені у захисті державного суверенітету та територіальної цілісності України, вірність військовій присязі під час російсько-української війни, відзначений — нагороджений орденом «За мужність» III ступеня.[4]
- 17 листопада 2016 року — нагороджений відзнакою «Почесний громадянин міста Черкаси»[5].
- Депутати міської Ради м. Черкаси прийняли рішення перейменувати провулок Орджонікідзе провулок Молодшого сержанта Каравайського.
- У Христинівці існує вулиця Богдана Каравайського[6].